# 伏見町 (津山市)
伏見町（ふしみちょう）は岡山県津山市にある地名。郵便番号は708-0032。

## 地理

### 河川
- 吉井川

## 歴史

### 沿革
- 1889年6月1日 - 町村制施行により、津山城下町の伏見町他、宮川以西の町が合併して西北条郡津山町となる。
- 1900年4月1日 - 津山町が東南条郡津山東町を編入するとともに、西北条郡が西西条郡、東南条郡、東北条郡と合併し、苫田郡津山町となる。
- 1923年4月1日 - 苫田郡林田村が町制・改称、津山東町となる。
- 1929年2月11日 - 津山町が周辺の町村と合併し、市制施行し、津山市となる。

### 地名の由来
古くは片原町、家並みが広がった後に京町の東にあることから伏見町と改称したとされる。

## 世帯数と人口
2021年（令和3年）1月1日現在の世帯数と人口は以下の通りである。
| 町丁   | 世帯数 | 人口 |
| ------ | ------ | ---- |
| 伏見町 | 48世帯 | 83人 |

## 小・中学校の学区
市立小・中学校に通う場合、学区は以下の通りとなる。
| 番地 | 小学校           | 中学校             |
| ---- | ---------------- | ------------------ |
| 全域 | 津山市立東小学校 | 津山市立北陵中学校 |

## 交通

### 道路
- 国道53号
- 国道179号
- 国道429号

（すべて重複区間）

## 施設
- ゆめマート津山
- 毎日新聞津山東西販売所
- NHK岡山放送局津山ラジオ送信所
- 花月旅館